# Do You!?
『Do you!?』（ドゥー・ユー!?）は、2009年4月3日から2011年4月29日までエフエム岩手で放送されていたワイド番組である。

## 概要
女性出演者を起用し、彼女たちの視点から女性向けの情報を伝えていくことをコンセプトにした金曜昼のワイド番組。パーソナリティは前番組『GOTTA FRIDAY』から引き続き高橋ちえが、リポーターは柳咲恵（2009年4月 - 2010年3月）と久保田祐子（2010年4月 - 2011年4月）が務めていた。
2部構成の番組で、第1部は11:30 - 11:55、第2部は13:00 - 14:55（日本標準時）に放送されていた。

## コーナー
中継
11:40頃と14:20頃から放送。岩手県内各地からの中継リポートコーナー。
ライフサポート 快適生活ラジオショッピング
13:05頃から放送。
ゲストコーナー
13:10頃から放送。アーティストをゲストに迎えてのトークコーナー。事前収録した音源を流すことが多かったが、ゲストが生出演する回もあった。
月間acute情報デリバリー
13:30頃から放送。盛岡市のタウン情報誌『月刊acute』とのコラボレーションコーナー。
こんなのどーよ!?
14:00頃から放送。リスナーの好奇心を刺激する情報やイベントを紹介するコーナー。
FM Radio Shopping
14:15頃から放送。
リクエスト
14:30頃から放送。前番組『GOTTA FRIDAY』内で流れる楽曲はすべてリスナーからのリクエスト曲であったが、本番組ではリクエスト曲の放送はこのコーナーのみで行われていた。